# 拉斯穆斯·比克兰
拉斯穆斯·比克兰（挪威語：Rasmus Birkeland，1888年4月14日—1972年12月12日），挪威男子帆船运动员。他曾代表挪威参加1920年夏季奥林匹克运动会帆船比赛，获得一枚金牌。他的弟弟哈尔沃同样是帆船选手。